# Liu Renjing

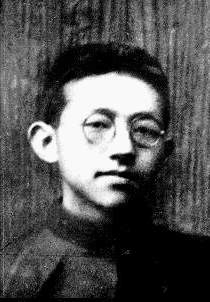
Liu Renjing, vor 1949

Liu Renjing (chinesisch 刘仁静, Pinyin Liú Rénjìng, W.-G. Liu Jen-Ching; * 4. März 1902 in Yingcheng, Chinesisches Kaiserreich; † 5. August 1987 in Peking, Volksrepublik China) war ein chinesischer Politiker.

## Leben
Liu schloss sich als Student an der Pekinger Universität einer von Li Dazhao geleiteten marxistischen Gruppe an. Im Juli 1921 war er Delegierter beim Gründungsparteitag der KP Chinas. 1922 nahm er am 4. Kongress der Komintern teil. Von 1923 bis 1925 war er Sekretär des kommunistischen Jugendverbandes. 1926 ging er für drei Jahre in die Sowjetunion, wo er an der Lenin-Akademie studierte und sich für die Linke Opposition einsetzte.
Auf der Rückreise nach China traf er 1929 in Paris mit Alfred Rosmer zusammen, welcher ihm ein Treffen mit Leo Trotzki in der Türkei ermöglichte. Dessen Thesen über Die politische Lage in China und die Aufgaben der Bolschewiki-Leninisten gehen auf Diskussionen mit Liu zurück. Aus dem Treffen mit Trotzki leitete Liu später einen Führungsanspruch ab, der zum Zerwürfnis mit Chinas Trotzkisten führte. Nach deren Vereinigungskonferenz vom Mai 1931 nahm Lius Einfluss ab.
Im Jahr 1934 half er Harold Isaacs bei der Materialbeschaffung zu dessen Buch Die Tragödie der Chinesischen Revolution. Anfang 1935 bis 1937 hielt ihn die Kuomintang gefangen. Im Gefängnis gab er Erklärungen über den Sunyatsenismus ab, die seine Genossen als Kapitulation verstanden. Im November 1936 schlossen sie ihn aus der trotzkistischen Organisation aus. Bis zum Frühjahr 1938 versuchte er gegenüber Trotzki sein Verhalten zu rechtfertigen. Er brach dann jedoch endgültig mit den chinesischen Trotzkisten und betätigte sich als antikommunistischer Propagandist.
Nach der chinesischen Revolution 1949 arrangierte er sich mit den neuen Verhältnissen. Er übte Selbstkritik und lehrte daraufhin an einer Pekinger Universität. Im Zuge der Kulturrevolution wurde Liu festgenommen und über zehn Jahre inhaftiert. In den frühen achtziger Jahren veröffentlichte er in China mehrere Aufsätze. 1987 starb er nach einem Verkehrsunfall.
In der 1990 erschienenen deutschsprachigen Sammlung von Trotzkis Schriften über China sind auch Briefe an Liu enthalten.